# Lubor Bárta
Lubor Bárta (født 8. august 1928 i Lubná - død 5. november 1972 i Prag, Tjekkiet) var en tjekkisk komponist, lærer og musikolog. Bárta studerede musik og æstetik på Universitet i Prag, og senere komposition på Musikkonservatoriet.
Han har skrevet 3 symfonier, orkesterværker, kammermusik, vokalværker, strygerkvartetter , en koncert for kammerorkester mm. Bárta var i begyndelsen inspireret af bl.a. Igor Stravinskij og Bela Bartok, men fandt senere sin egen personlige stil.
Han levede som freelance lærer og komponist i Prag, til sin alt for tidlige død som 44 årig i 1972.

## Udvalgte værker
- Symfoni nr. 1 (1955) - for orkester
- Symfoni nr. 2 (1971) - for orkester
- Symfoni nr. 3 (1972) - for orkester
- Koncert (1956) for kammerorkester
- Klaverkoncert (1959) - for klaver og orkester
- Violinkoncert nr. 1 (1952) - for violin og orkester
- Violinkoncert nr. 2 (1969) - for violin og orkester
- "Dramatisk suite" (1958) - for orkester